# مائوئی
۲۰°۴۸′ شمالی ۱۵۶°۲۰′ غربی / ۲۰٫۸۰۰°شمالی ۱۵۶٫۳۳۳°غربی
مائوئی (به انگلیسی: Maui) یکی از جزایر هشت‌گانه ایالت هاوایی آمریکا در اقیانوس آرام است. یکی از معروف ترین مکان ها در این جزیره دهانه آتشفشانی مولوکینی (به انگلیسی: Molokini) هلالی شکل است که غواصی در آن یکی از بزرگترین تفریحات توریسات هاست.

## نگارخانه

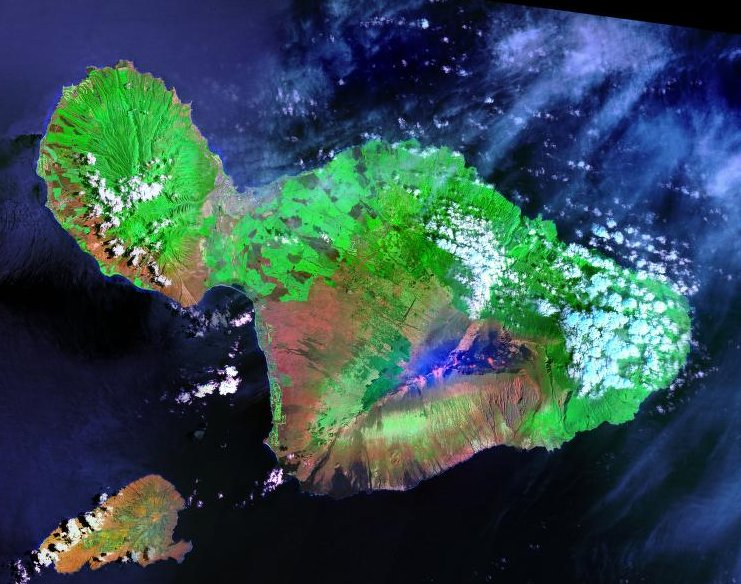